# 地域医療機能推進機構うつのみや病院
地域医療機能推進機構うつのみや病院（ちいきいりょうきのうすいしんきこううつのみやびょういん）は、栃木県宇都宮市南高砂町にある医療機関である。独立行政法人地域医療機能推進機構が運営する病院の一つである。宇都宮保健医療圏の災害拠点病院（地域災害医療センター）に指定されている。通称JCHOうつのみや病院（ジェイコーうつのみやびょういん）。

## 沿革
（この節の出典）
- 1946年（昭和21年）8月 - 軍需工場附属病院を栃木県国民健康保険団体連合会が買収し、「健康保険 雀宮病院」として発足。
- 1953年（昭和28年）4月 - 財団法人栃木社会保険協会に経営受託を変更。
- 1957年（昭和32年）3月 - 国の結核対策強化に対応し、結核病棟200床の整備。
- 1958年（昭和33年）10月 - 社団法人全国社会保険協会連合会に経営受託を変更。
- 1979年（昭和53年）8月 - 名称を「宇都宮社会保険病院」に変更し、内科・呼吸器科・小児科・外科・整形外科・産婦人科・眼科・耳鼻咽喉科・放射線科・歯科の10診療科200床（一般病棟150床・結核病床50床）となる。
- 1987年（昭和62年）12月 - 結核患者減少に対応し、結核病床を一般病床に変更。
- 1998年（平成10年）4月 - 呼吸器外科、リハビリテーション科の診療科目認可。
- 1998年（平成10年）5月 - 老人保健施設「サンビュー宇都宮」を開設。
- 2001年（平成13年）1月 - 麻酔科が診療科目として認可、同時に歯科の診療科目を廃止。
- 2004年（平成16年）4月 - 第二種感染症指定医療機関の指定を受ける。
- 2014年（平成26年）4月 - 名称を現在の「独立行政法人地域医療機能推進機構うつのみや病院（JCHOうつのみや病院）」に変更。
- 2016年（平成28年）4月 - 第二種感染症指定医療機関の解除に伴い感染症病床6床を廃止。許可病床が245床になる。
- 2018年（平成30年）3月 - 許可病床数199床（一般病床153床、療養病床46床）に削減。

## 診療科
- 一般内科
  - 消化器内科
  - 呼吸器内科
  - 循環器内科
  - 膠原病・アレルギー内科
  - 内分泌代謝科
  - 神経内科
- 小児科
- 外科
  - 整形外科
  - 脳神経外科
  - 胸部外科
- 皮膚科
- 泌尿器科
- 婦人科・更年期外来
- 眼科
- 耳鼻咽喉科
- 放射線科
- 麻酔科
- リハビリテーション科

診療施設（センター）
- 腎臓内科・透析センター
- 健康管理センター

診療協力部門
- 薬剤部
- 栄養課
- 臨床工学部
- 臨床検査部

併設施設
- 介護老人保健施設「サンビュー宇都宮」

その他
- 事務局

## 医療機関の指定等
- 保険医療機関[2]
- 労災保険指定医療機関[2]
- 指定自立支援医療機関（更生医療）[2]
- 指定自立支援医療機関（育成医療）[2]
- 身体障害者福祉法指定医の配置されている医療機関[2]
- 生活保護法指定医療機関(中国残留邦人等の円滑な帰国の促進並びに永住帰国した中国残留邦人等及び特定配偶者の自立の支援に関する法律（平成６年法律第30号）に基づく指定医療機関を含む。)[2]
- 結核指定医療機関[2]
- 指定小児慢性特定疾病医療機関[2]
- 原子爆弾被害者医療指定医療機関[2]
- 災害拠点病院[2]
- 特定疾患治療研究事業委託医療機関[2]
- DPC対象病院[2]
- 救急告示病院（二次救急）[3]
- このほか、各種法令による指定・認定病院であるとともに、各学会の認定施設でもある。

## 交通アクセス
- 東北本線（宇都宮線）雀宮駅西口より
  - 徒歩15〜20分、もしくはタクシー約5分[4]
- 関東自動車(関東バス)
  - 雀宮駅（西口） - 西川田駅東口線で「ジェイコーうつのみや病院」下車
  - JR宇都宮駅 - 雀宮陸上自衛隊 - 石橋駅線で「ジェイコーうつのみや病院」下車